# Trifuerza

La TriFuerza, elemento representativo de la serie.

La Trifuerza (トライフォース Toraifōsu?) es, en la saga The Legend of Zelda de Nintendo, la reliquia dorada de poder omnímodo capaz de hacer realidad todos los sueños de los mortales que posan sus manos sobre ella. Compuesta de tres triángulos, es un símbolo del equilibrio entre los tres grandes poderes con los que las Diosas, Din, Nayru y Farone, crearon el mundo: poder, sabiduría y valor. Contiene la esencia misma de las Diosas, que la dejaron en la tierra con la esperanza de que algún mortal merecedor de su poder llevase al mundo a una era de prosperidad.
La Trifuerza adornada con las alas de un pelícaro (un ave ancestral) es el emblema de la familia real de Hyrule.

## Leyenda
Hace mucho tiempo tres diosas descendieron de los cielos y crearon el mundo. Según la leyenda, Din, la diosa del poder, fue la encargada de crear y esculpir el relieve de la tierra; Farore, la diosa del valor, creó a todas las formas de vida y a las diferentes razas de criaturas mágicas que la habitarían y, por último, Nayru, la diosa de la sabiduría, redactó cada una de las leyes naturales que la regirían. Una vez que concluyeron sus labores, dejaron tras de sí un artefacto compuesto por tres fragmentos en forma de triángulo de color dorado, unidos entre sí por uno de sus extremos. Dentro de cada uno depositaron parte de sus poderes. El objeto se denominó Trifuerza y, debido al gran poder que contenía, quedó en custodia de la diosa Hylia. El lugar donde se guardó la reliquia pasó a conocerse como el Reino Sagrado. Las diosas lo depositaron en ese sitio debido a que tenían la esperanza de que alguien que demostrara ser digno de las cualidades que posee cada fragmento apareciera en algún momento para reclamar sus poderes.
Dice la leyenda que si una persona bondadosa cuyo corazón mantenga el equilibrio entre estos poderes posa sus manos sobre la reliquia, conseguirá la Fuerza Verdadera que le permitirá controlarlo todo y llevar al mundo a una época dorada. No obstante, si dicha persona posee maldad en su corazón, sumirá al mundo en una época de oscuridad. Por otra parte, si la persona que toca la Trifuerza no tiene un equilibrio de fuerzas, sólo permanecerá en él aquel fragmento con el que se identifique más (Poder, Sabiduría o Valor) y los dos restantes buscarán dos personas que se correspondan con las fuerzas correspondientes.
En The Legend of Zelda: Ocarina of Time la leyenda se hace realidad cuando Ganondorf, lleno de codicia y con un corazón oscuro y sin equilibrio, consigue hacerse con la Trifuerza del Poder mientras que la Trifuerza del Valor le es otorgada a Link y la de la Sabiduría a Zelda. Los tres tienen la marca de la Trifuerza en el dorso de una de sus manos.

## Fragmentos de la Trifuerza
La Trifuerza consta de tres triángulos equiláteros dorados unidos entre sí por uno de sus vértices: la Trifuerza del Valor, la Trifuerza del Poder y la Trifuerza de la Sabiduría. 

### Trifuerza del Valor
La Trifuerza del Valor es una de las tres partes de la Trifuerza. Fue creada por Farore, la diosa del valor. Sus portadores a lo largo de la historia han sido los distintos héroes de Hyrule. La Trifuerza del valor amplifica su coraje y le ayuda a derrotar a la magia oscura.Aunque no en todas las sagas el era portador desde el principio las tenía que conseguir. Link no es un hechicero experto como Ganondorf o Zelda, por ende la Trifuerza del Valor, como uno de los triángulos sagrados, le otorga innumerables habilidades místicas, una de ellas es alguna medida de protección contra la magia negra. En Twilight Princess, la Trifuerza del Valor, desde el principio del juego, ya es visible en la mano izquierda de Link. Uno de los efectos más conocidos de la Trifuerza del Valor en el juego es transformar a Link en un lobo en lugar de un espíritu cuando entra en contacto con el Crepúsculo. La Trifuerza del Valor también repele al Ser de las Sombras que intenta atacar a Link cuando le arrastra al Crepúsculo. La especulación indica que la Trifuerza del Valor también otorga a su portador la capacidad de dominar cualquier arma que toca; esta teoría circunstancial demuestra el hecho de que Link siempre parece saber cómo usar un arma sin entrenamiento. 
La habilidad más notoria de la trifuerza, sin duda alguna, es la "regresión" justo al momento antes de caer en la trampa de la oscuridad o en qué se puso en juego su vida, esto lo nota el jugador cuando muere, pues regresa al anterior punto de partida. Está regresión es única y no es igual a la inmortalidad que obtiene Ganon, pues la trifuerza del valor pasa de generación a generación hasta el siguiente descendiente que tenga el llamado a convertirse en el Héroe

### Trifuerza de la Sabiduría
La Trifuerza de la Sabiduría es una de las tres partes de la Trifuerza. Fue creada por Nayru, la diosa de la sabiduría. Sus portadoras a lo largo de la historia han sido las princesas de Hyrule. La Trifuerza de la Sabiduría mejora sus habilidades mágicas, otorgándoles capacidades como la telepatía, la teletransportación, la pre-cognición y la proyección de energía mística, entre otros. Este fragmento es la llave que abre las puertas hacia el reino sumergido de Hyrule en The Legend of Zelda: The Wind Waker.

### Trifuerza del Poder
La Trifuerza del Poder es una de las tres partes de la Trifuerza. Fue creada por Din, la diosa del poder. Su portador es Ganondorf. La Trifuerza del Poder, además de inmortalidad, le confiere diversas habilidades mágicas muy poderosas.

## Diosas de Oro
Las Diosas de Oro (en japonés 黄金の三大神, Ōgon no Sandaishin, y en inglés Golden Goddesses) representan el conjunto supremo de entidades divinas en las leyendas y la tradición folklórica de la saga de The Legend of Zelda. Este trío celestial está conformado por Din, la Divinidad del Poder; Farore, la Divinidad del Valor; y Nayru, la Divinidad de la Sabiduría. Ellas son las artífices del universo y de todos los reinos que lo componen, así como de todas las formas de vida y del espíritu de la ley que rige el comportamiento de todos los seres vivientes. Se postula que las Deidades Doradas son seres omnipotentes y eternos. A pesar de ser las deidades más relevantes en el cosmos, se ha evidenciado, a través de las referencias de ciertos personajes, que el conocimiento de su existencia está limitado a los hylianos de Hyrule, ya que la mayoría de las otras razas veneran a sus propias deidades patronas.
Estas divinidades son aludidas en la mayoría de los juegos de la saga, presentándose como tres mujeres de una belleza extraordinaria, dotadas de inmensos poderes y que residen en los cielos. Después de dar forma a la tierra donde posteriormente se erigiría Hyrule, legaron a este mundo la Trifuerza, la manifestación esencial de su poder. Cada una de ellas está vinculada a una característica específica, elemento o color: Din representa el poder, el fuego y el rojo; Nayru personifica la sabiduría, el agua y el azul; mientras que Farore encarna el valor, el viento y el verde.

## Curiosidades
- La Trifuerza fue inspirada en la insignia del Clan Hōjō que existió durante el shogunato Kamakura en Japón.
- En el capítulo 150 del manga en la página 6 de Naruto y Naruto Shippuden (Anime) capítulo 122 un hombre lleva el símbolo de la Trifuerza en la espalda.
- Susie Sahim, una ilustradora y diseñadora web de Google, siempre incorporaba una Trifuerza como huevo de Pascua en los logos conmemorativos de Google, hasta que varios blogs en la web corrieron la noticia y Google le hizo quitar la trifuerza de sus logos.
- En Gohatto, la aclamada película japonesa, Tashiro lleva el símbolo en sus ropas luego de salir del castigo de 5 días.
- El luchador profesional de WWE, Cody Rhodes, tiene la trifuerza en sus botas.
- En Kirby Super Star Ultra se puede conseguir la Trifuerza como un simple tesoro en la cueva de los tesoros.
- En Animal Crossing: Wild World  y en Animal Crossing: New Leaf puedes comprar la Trifuerza.
- En Digimon los que la tienen en alguna parte del cuerpo son Calumon, Dukemon (Gallantmon), Guilmon, Growlmon y Wargrowlmon
- En el juego en línea Dofus existe una parodia llamada la cuadrifuerza. en el mundo de dofus el protector de 3 de ellos es Bowis el zapatero, se dice que el que logre encontrar el 4.º fragmento de la cuadrifuerza obtendrá poderes muy similares a los que se obtienen al encontrar las 6 míticos dofus
- En la novela gráfica y película Scott Pilgrim el logo de las Industrias G es una parodia de la trifuerza